# 20293 Сайрічелсон
20293 Сайрічелсон (20293 Sirichelson) — астероїд головного поясу, відкритий 20 березня 1998 року.
Тіссеранів параметр щодо Юпітера — 3,473.